# Bittacus hageni
Bittacus hageni is een schorpioenvlieg uit de familie van de hangvliegen (Bittacidae). De wetenschappelijke naam van de soort is voor het eerst geldig gepubliceerd door Brauer in 1860.
De soort komt voor in Centraal-Europa. De soort komt wel voor in België, en is in Nederland in 2019 ook voor het eerst waargenomen.